# Рескупорид V
Рескупорид V (Тиберий Юлий Рескупорид Филоцезар Филоромей Эвсеб; греч. Τιβέριος Ἰούλιος Ῥησκούπορις Ε' Φιλόκαισαρ Φιλορώμαίος Eυσεbής; умер в 276) — царь Боспора в 240/242—276 годах.

## Биография
Происходил из династии Тибериев Юлиев (Савроматов). Относительно происхождения среди исследователей существуют значительные различия. Часть считает его сыном Ининтимея, другие племянником последнего — сыном одного из его старших братьев Савромата III или Рескупорида IV. Кроме того, ряд ученых ассоциируют Рескупорида V с последним, тем самым считая его братом Ининтимея и сыном Котиса III. Учитывая вышесказанное, этот царь носит порядковый номер V (как отдельного царя), IV (как сына Котиса III) или III (как сына Котиса III без учета Аспурга).
Власть взял после смерти Ининтимея, что случилось между 240 и 242 годами. Продолжил войны с аланами, которых сумел не допустить до горных районов и Керченского полуострова. Впрочем, около 244 года по приказу римского императора Филиппа I был осуществлен вывод римских войск из Таврики для усиления дунайских легионов. Боспорское государство фактически осталось один на один с новыми врагами.
В конце 240-х лет владения Рескупорида V были атакованы различными варварскими объединениями — готами, герулами и боранами.
В 251 году аланские племена захватили и разорили Танаис, что значительно ухудшило оборону севера Боспора и одновременно усложнило финансовое состояние государства.
Неудачи со стороны войск Рескупорида V и недовольство знати политикой царя вызвали внутренние беспорядки. Для укрепления своего положения он в 252 или 253 году сделал старшего сына Фарсанза своим соправителем.
В конце концов вынужден был заключить мирный договор с готами, герулами и боранами, фактически переходя под покровительство последних. В 256 году был заключен договор с варварами, согласно которому последние смогли использовать боспорский флот для нападения на балканские и малоазийские области Римской империи. Историк Зосима сообщает, что варвары, взяв у боспорцев корабли, направились к Питиунту, ограбив его, вернулись обратно. В дальнейшем на боспорских кораблях варвары осуществили походы в 257, 258, 262—264, 266—270, 275 годах.
В 258 году Рескупорид сделал своего второго сына Сингеса новым соправителем. Последний фактически отстранил отца от власти. Но вскоре в 261 году, Рескупорид V вернулся к частичному управлению для сдерживания германцев. Возможно повлиял на неудачи последних во время похода в 267 году. Впрочем, после поражения 267 году от герулов (в частности уничтожены важные города Илурат и Нимфей) во главе с зятем (или сыном) Хедосбием, Рескупорид V снова вынужден был отойти от фактической власти.
В 272 году четвертый раз обновляет свой статус и правит с сыновьями Сингесом и Тейраном (и возможно Савроматом IV) до самой смерти в 276 году. В это время готы потерпели чувствительное поражение от войск римского императора Аврелиана. Однако оставление римлянами провинции Дакия в конечном итоге ухудшило положение Боспора. Впрочем, последние годы Рескупорид V был лишь номинальным царем.
За XIX и XX века было обнаружено 13 боспорских кладов, которые содержали статеры Рескупорида V (в том числе, например, Керченский клад 1988 года). О наиболее ранних из них, однако, сохранились лишь отрывочные сведения в сообщениях Е. Е. Люценко и П. О. Бурачкова (это 4 клада XIX века).

## Тамга
Знак является своеобразной формой, состоящей из трех основ: нижняя часть изображена в виде двухволлютного символа; средняя часть обозначена в виде треугольника, но особенностью является то, что треугольник направлен вниз. Верхняя часть знака является в одном случае вертикальной линией, которая соединена с коротким горизонтальным завершением. Изображения тамг Рискупорида V почти всегда сопровождались пиктографическими рисунками животных в профиль. Контуром были обозначены рога, голова, туловище, ноги и хвост.